# 喜马拉雅 (电影)

喜马拉雅

《喜马拉雅》是1999年法国导演艾瑞克·瓦利（Eric Valli）执导的、法国、尼泊尔、瑞士和英国四国合拍的一部剧情冒险片。
片中不仅真实地呈现了藏地高原人的生活方式及传统风俗（如天葬等），法国音乐家布鲁诺·库列斯充满藏地风情的配乐也为观众勾画了一个神秘辽阔的喜马拉雅藏地轮廓……

## 剧情
在尼泊尔西北方一个名为Dolpo的偏僻村庄，村民要在冬季前要把盐用牦牛队运到市集换取谷物过冬。一般来说要派村中身强力壮的年轻人由头人花两星期徒步跨山越岭才能到达。
天尼是得人敬重的老头人，由于长子拉赫帕在上一次运盐队的路途中因事故死去，他倔强执拗地认为是年轻的副手卡马导致了儿子的死亡，认为他想夺取头人之位。他拒绝让卡马引牛到市集，但卡马率领年轻人没有听从喇嘛的占卜出发了……四天后，老迈的天尼按照喇嘛占卜的吉祥的日子出发，决定拚了老命也要越过卡马的队伍，证明他的正确…… 

## 奖项
- 2000年凯撒电影节最佳摄影和最佳音乐
- 柏林电影节最佳导演奖
- 奥斯卡最佳外语片提名